# Church of the Truly Warped
Church of the Truly Warped è il settimo album studio del gruppo hardcore punk Charged GBH.
In questo album il gruppo prosegue con l'unione del loro classico hc punk e massicce dosi di metal (in particolare il thrash), arrivando così and essere un gruppo crossover in tutti i sensi. Per cui canzoni più tecniche e con riff thrash o metal classico alternati ad altri punk.

## Tracce
1. Pure Greed
2. Not Enough Hate
3. Leather Coffin
4. Candy Man
5. Lords Of Discipline
6. Where The Wild Things Are
7. Church Of The Truly Warped
8. Back
9. I Need Energy
10. Evil Evar
11. All For The Cause

## Formazione
- Colin Abrahall - voce
- Jock Blyth - chitarra
- Ross Lomas - basso
- Joseph Montero - batteria